# Włodzimierz Walczak
Włodzimierz Józef Walczak (ur. 11 marca 1931 w Glinojecku, zm. 14 kwietnia 2018 w Ciechanowie) – polski działacz partyjny i państwowy, w latach 1975–1982 wicewojewoda ciechanowski.

## Życiorys
Syn Wacława i Marianny, zamieszkał w Ciechanowie. Pracował m.in. jako dyrektor szkoły rolniczej w Gołotczyźnie. W 1953 wstąpił do Polskiej Zjednoczonej Partii Robotniczej. Do 1975 pełnił funkcję I sekretarza Komitetu Powiatowego PZPR w Ciechanowie. W latach 1975–1982 pełnił funkcję wicewojewody ciechanowskiego. Od 1975 do 1982 należał do egzekutywy Komitetu Wojewódzkiego PZPR w Ciechanowie. W 1981 był nieoficjalnym kandydatem na I sekretarza Komitetu Wojewódzkiego, wkrótce po porażce utracił fotel wicewojewody.
Od lat 50. żonaty z Hanną, pielęgniarką (w 2007 świętowali pięćdziesięciolecie małżeństwa). Miał jednego syna. Został pochowany 18 kwietnia 2018 na cmentarzu komunalnym w Ciechanowie.